# Carl Fogarty
Carl George Fogarty MBE (Blackburn, Lancashire, Inglaterra; 1 de julio de 1965), también conocido como Foggy, es un expiloto de motociclismo británico que ha participado en el Campeonato del Mundo de Motociclismo y en el Campeonato del Mundo de Superbikes, donde era el piloto de Superbike más exitoso de todos los tiempos en términos de número de campeonatos y número de carreras ganadas hasta que le superó Jonathan Rea en el año 2019. Es hijo del también expiloto de motocicletas George Fogarty.
Retirado de las carreras desde el año 2000, debido a una caída en la segunda manga de la Ronda de Australia, es reconocido por su alta velocidad en las curvas, combinado con una competitividad agresiva, que le permitió 59 victorias y cuatro Campeonatos Mundiales de Superbike (1994, 1995, 1998 y 1999). Su mayor éxito llegó con el equipo de fábrica de Ducati Corse.
Fue nombrado miembro de la Orden del Imperio Británico (MBE) en el Año Nuevo de 1998, y ayudó a desarrollar la motocicleta de carreras Petronas FP1 que se realizó a principios de los años 2000.
Participó en otras disciplinas del Motociclismo, como es el Gran Premio de Macao, el Campeonato Mundial de Motociclismo de Resistencia, donde fue campeón del mundo en el año 1992, y en el TT Isla de Man, donde logró la victoria en tres ocasiones.

## Estadísticas de carrera

### TT Isla de Man

#### Por año
| Año  | Categoría            | Moto   | Tiempo    | Velocidad media          | Posición |
| ---- | -------------------- | ------ | --------- | ------------------------ | -------- |
| 1986 | Senior TT            | Yamaha | -         | -                        | DNF      |
| 1986 | Production Class C   | Honda  | 1h09'09"8 | 98.19 mph (158,02 km/h)  | 12.º     |
| 1986 | Production Class D   | Honda  | 1h12'23"6 | 93.81 mph (150,97 km/h)  | 17.º     |
| 1986 | Junior TT            | Yamaha | -         | -                        | DNF      |
| 1987 | Production Class D   | Honda  | 1h07'25"6 | 100.72 mph (162,09 km/h) | 9.º      |
| 1987 | Formula Two          | Yamaha | -         | -                        | DNF      |
| 1987 | Junior 250cc TT      | Honda  | 2h06'33"0 | 107.33 mph (172,33 km/h) | 4.º      |
| 1988 | Senior TT            | Honda  | 1h59'13"8 | 113.92 mph (183,33 km/h) | 7.º      |
| 1988 | Production Class C   | Honda  | 1h25'54"0 | 105.41 mph (169,64 km/h) | 12.º     |
| 1988 | Formula One TT       | Honda  | 2h00'19"0 | 112.89 mph (181,68 km/h) | 4.º      |
| 1989 | Ultra Lightweight TT | Honda  | 44'41"8   | 101.29 mph (163,01 km/h) | 3.º      |
| 1989 | Production 750cc     | Honda  | 1h18'57"6 | 114.68 mph (184,56 km/h) | 1.º      |
| 1989 | Junior TT            | Honda  | 1h22'23"6 | 109.9 mph (176,87 km/h)  | 4.º      |
| 1989 | Formula One TT       | Honda  | 1h56'25"8 | 116.66 mph (187,75 km/h) | 4.º      |
| 1990 | Senior TT            | Honda  | 2h02'25"2 | 110.95 mph (178,56 km/h) | 1.º      |
| 1990 | Supersport 400cc     | Honda  | 1h03'10"4 | 107.5 mph (173,00 km/h)  | 2.º      |
| 1990 | Junior TT            | Honda  | 1h20'27"2 | 112.55 mph (181,13 km/h) | 4.º      |
| 1990 | Formula One TT       | Honda  | 1h54'45"6 | 118.35 mph (190,46 km/h) | 1.º      |
| 1991 | Formula One TT       | Honda  | 1h53'31"0 | 119.65 mph (192,56 km/h) | 2.º      |
| 1992 | Senior TT            | Yamaha | 1h52'04"0 | 121.2 mph (195,05 km/h)  | 2.º      |

### Campeonato del Mundo de Motociclismo

#### Por temporada
| Temporada | Categoría             | Equipo                | Moto                  | Carreras | Victorias | Poles | Podios | V. ráp. | Puntos | Posición |
| --------- | --------------------- | --------------------- | --------------------- | -------- | --------- | ----- | ------ | ------- | ------ | -------- |
| 1986      | 250cc                 |                       | Yamaha YZR250         | 1        | 0         | 0     | 0      | 0       | 0      | -        |
| 1990      | 500cc                 | Honda Britain         | Honda NSR500          | 4        | 0         | 0     | 0      | 0       | 24     | 18.º     |
| 1992      | 500cc                 | MBM Racing            | Harris Yamaha         | 1        | 0         | 0     | 0      | 0       | 0      | -        |
| 1993      | 500cc                 | Cagiva-Team Agostini  | Cagiva GP500          | 1        | 0         | 0     | 0      | 0       | 13     | 23.º     |
| Total     | 1986, 1990, 1992-1993 | 1986, 1990, 1992-1993 | 1986, 1990, 1992-1993 | 7        | 0         | 0     | 0      | 0       | 37     |          |

#### Carreras por año
(Carreras en negrita indica pole position, carreras en cursiva indica vuelta rápida)
| Año  | Categ. | Moto           | 1     | 2     | 3     | 4     | 5     | 6     | 7     | 8     | 9      | 10    | 11      | 12    | 13     | 14    | 15    | Ptos. | Pos. |
| ---- | ------ | -------------- | ----- | ----- | ----- | ----- | ----- | ----- | ----- | ----- | ------ | ----- | ------- | ----- | ------ | ----- | ----- | ----- | ---- |
| 1986 | 250cc  | Yamaha         | ESP - | NAC - | ALE - | AUT - | YUG - | NED - | BEL - | FRA - | GBR 11 | SUE - | RSM -   |       |        |       |       | 0     | -    |
| 1990 | 500cc  | Honda          | JAP - | USA - | ESP - | NAC - | GER - | AUT - | YUG - | NED - | BEL -  | FRA - | GBR Ret | SUE 6 | CHE 10 | HUN 8 | AUS - | 24    | 18.º |
| 1992 | 500cc  | Harris- Yamaha | JAP - | AUS - | MAL - | ESP - | ITA - | EUR - | ALE - | NED - | HUN -  | FRA - | GBR Ret | RIO - | RSA -  |       |       | 0     | -    |
| 1993 | 500cc  | Cagiva         | AUS - | MAL - | JAP - | ESP - | AUT - | ALE - | NED - | EUR - | RSM -  | GBR 4 | CZE -   | ITA - | USA -  | FIM - |       | 13    | 23.º |

### Campeonato Mundial de Motociclismo de Resistencia

#### Carreras por año
| Año  | Equipo               | Copiloto     | Moto            | 1     | 2     | 3     | 4     | 5     | 6     | Puntos | Posición |
| ---- | -------------------- | ------------ | --------------- | ----- | ----- | ----- | ----- | ----- | ----- | ------ | -------- |
| 1991 | Cnorl Cup Soop RT    | Steve Hislop | Honda RVF750    | LMA   | LIE   | SUZ 3 | JOH   | BDO   | PHI   | 15     | 57.º     |
| 1992 | Team Kawasaki France | Terry Rymer  | Kawasaki ZXR750 | LMA 1 | LIE 1 | SUZ   | BDO 1 | PHI 1 | JOH 1 | 160    | 1.º      |

### Campeonato Mundial de Superbikes

#### Por temporada
| Temp. | Equipo                        | Moto            | Carreras | Victorias | Podios | Poles | V. ráp. | Puntos | Posición |
| ----- | ----------------------------- | --------------- | -------- | --------- | ------ | ----- | ------- | ------ | -------- |
| 1988  | Appleby Glade Ltd.            | Honda RC30      | 1        | 0         | 0      | 0     | 0       | 0      | -        |
| 1989  | Appleby Glade                 | Honda RC30      | 2        | 0         | 0      | 0     | 0       | 12     | 44.º     |
| 1990  | Honda Britain                 | Honda RC30      | 6        | 0         | 0      | 0     | 0       | 30     | 19.º     |
| 1991  | Silkolene-Honda Britain       | Honda RC30      | 20       | 0         | 0      | 0     | 0       | 146    | 7.º      |
| 1992  | Ducati Corse                  | Ducati 888      | 18       | 1         | 2      | 1     | 2       | 134    | 9.º      |
| 1992  | Ducati-Sports Motorcycles     | Ducati 888      | 18       | 1         | 2      | 1     | 2       | 134    | 9.º      |
| 1992  | Team Kawasaki France          | Kawasaki ZXR750 | 2        | 0         | 0      | 0     | 0       | 134    | 9.º      |
| 1993  | Team Raymond Roche-Ducati     | Ducati 888      | 25       | 11        | 15     | 6     | 10      | 349.5  | 2.º      |
| 1994  | Ducati Corse-Virginio Ferrari | Ducati 916      | 20       | 10        | 14     | 6     | 10      | 305    | 1.º      |
| 1995  | Ducati Corse-Virginio Ferrari | Ducati 916      | 24       | 13        | 19     | 4     | 9       | 478    | 1.º      |
| 1996  | Castrol-Honda                 | Honda RC45      | 24       | 4         | 9      | 0     | 2       | 331    | 4.º      |
| 1997  | Ducati Corse ADVF             | Ducati 916      | 24       | 6         | 15     | 0     | 4       | 358    | 2.º      |
| 1998  | Ducati Performance            | Ducati 916      | 24       | 3         | 14     | 0     | 2       | 351.5  | 1.º      |
| 1999  | Ducati Performance            | Ducati 996      | 26       | 11        | 19     | 4     | 7       | 489    | 1.º      |
| 2000  | Ducati Infostrada             | Ducati 996      | 4        | 0         | 2      | 0     | 2       | 36     | 26.º     |
| Total | 1988 - 2000                   | 1988 - 2000     | 219      | 59        | 109    | 21    | 48      | 3020   |          |

#### Carreras por año
(Carreras en negrita indica pole position, carreras en cursiva indica vuelta rápida)
| Año  | Moto   | 1       | 1       | 2       | 2       | 3       | 3       | 4       | 4       | 5       | 5       | 6       | 6       | 7       | 7       | 8       | 8       | 9       | 9       | 10      | 10      | 11      | 11      | 12      | 12      | 13      | 13    | Puntos | Pos. |
| Año  | Moto   | R1      | R2      | R1      | R2      | R1      | R2      | R1      | R2      | R1      | R2      | R1      | R2      | R1      | R2      | R1      | R2      | R1      | R2      | R1      | R2      | R1      | R2      | R1      | R2      | R1      | R2    | Puntos | Pos. |
| ---- | ------ | ------- | ------- | ------- | ------- | ------- | ------- | ------- | ------- | ------- | ------- | ------- | ------- | ------- | ------- | ------- | ------- | ------- | ------- | ------- | ------- | ------- | ------- | ------- | ------- | ------- | ----- | ------ | ---- |
| 1988 | Honda  | GBR Ret | GBR     | HUN     | HUN     | ALE     | ALE     | AUT     | AUT     | JAP     | JAP     | FRA     | FRA     | POR     | POR     | AUS     | AUS     | NZE     | NZE     |         |         |         |         |         |         |         |       | 0      | -    |
| 1989 | Honda  | GBR 7   | GBR 13  | HUN     | HUN     | CAN     | CAN     | USA     | USA     | AUT     | AUT     | FRA     | FRA     | JAP     | JAP     | ALE     | ALE     | ITA     | ITA     | AUS     | AUS     | NZE     | NZE     |         |         |         |       | 12     | 44.º |
| 1990 | Honda  | ESP 14  | ESP Ret | GBR 6   | GBR 6   | HUN     | HUN     | ALE     | ALE     | CAN     | CAN     | USA     | USA     | AUT     | AUT     | JAP     | JAP     | FRA Ret | FRA 8   | ITA     | ITA     | MAL     | MAL     | AUS     | AUS     | NZE     | NZE   | 30     | 19.º |
| 1991 | Honda  | GBR Ret | GBR 9   | ESP 9   | ESP 8   | CAN     | CAN     | USA 11  | USA 11  | AUT     | AUT     | RSM 7   | RSM 8   | SUE 4   | SUE 4   | JAP 11  | JAP 8   | MAL 8   | MAL 7   | ALE 9   | ALE 10  | FRA 6   | FRA 7   | ITA 7   | ITA Ret | AUS     | AUS   | 146    | 7.º  |
| 1992 | Ducati | ESP 12  | ESP 10  | GBR Ret | GBR 1   | ALE 20  | ALE 11  | BEL Ret | BEL 8   | MAD 5   | MAD Ret | AUT 6   | AUT 7   | MUG 7   | MUG 4   | MAL     | MAL     | JAP     | JAP     | NED 4   | NED 2   | ITA Ret | ITA Ret | AUS 7   | AUS Ret | NZE     | NZE   | 134    | 9.º  |
| 1993 | Ducati | GBR Ret | GBR     | ALE 3   | ALE 7   | ESP 1   | ESP 1   | RSM 5   | RSM 3   | AUT 4   | AUT 4   | CZE 1   | CZE 2   | SUE 1   | SUE 1   | MAL 1   | MAL 1   | JAP 1   | JAP 24  | NED 1   | NED 1   | ITA 4   | ITA 4   | GBR 2   | GBR Ret | POR Ret | POR 1 | 349,5  | 2.º  |
| 1994 | Ducati | GBR 1   | GBR 2   | ALE     | ALE     | RSM Ret | RSM 5   | ESP 1   | ESP 1   | AUT 1   | AUT 1   | IDN Ret | IDN 1   | JAP 4   | JAP 2   | NED 1   | NED 1   | ITA 2   | ITA 1   | GBR 14  | GBR 5   | AUS 1   | AUS 2   |         |         |         |       | 305    | 1.º  |
| 1995 | Ducati | ALE 1   | ALE 1   | RSM 2   | RSM 2   | GBR 1   | GBR 1   | ITA 1   | ITA 2   | ESP 2   | ESP 1   | AUT 1   | AUT 2   | USA 5   | USA 7   | BHA 1   | BHA 1   | JAP Ret | JAP 1   | NED 1   | NED 1   | IDN 1   | IDN Ret | AUS 4   | AUS 2   |         |       | 478    | 1.º  |
| 1996 | Honda  | RSM 7   | RSM 6   | GBR 8   | GBR 7   | ALE 5   | ALE 1   | ITA 1   | ITA 3   | CZE 2   | CZE 3   | USA 8   | USA 4   | BHA 5   | BHA Ret | IDN 2   | IDN 3   | JAP 8   | JAP 4   | NED 1   | NED 1   | ESP 5   | ESP 7   | AUS 4   | AUS 6   |         |       | 331    | 4.º  |
| 1997 | Ducati | AUS 2   | AUS 4   | RSM 3   | RSM 3   | GBR 2   | GBR 1   | ALE 4   | ALE 1   | ITA 3   | ITA 4   | USA 2   | USA 2   | BHA Ret | BHA 1   | AUT 1   | AUT Ret | NED 2   | NED 1   | ESP Ret | ESP Ret | JAP 13  | JAP Ret | IDN 3   | IDN 1   |         |       | 358    | 2.º  |
| 1998 | Ducati | AUS 1   | AUS 3   | GBR 7   | GBR 3   | ITA 6   | ITA 2   | ESP 9   | ESP 1   | ALE 13  | ALE 13  | RSM 4   | RSM 3   | RSA 2   | RSA 2   | USA 5   | USA Ret | BHA 4   | BHA 2   | AUT 3   | AUT 2   | NED 2   | NED 1   | JAP 3   | JAP 4   |         |       | 351,5  | 1.º  |
| 1999 | Ducati | RSA 1   | RSA 1   | AUS 2   | AUS 2   | GBR 1   | GBR 2   | ESP 3   | ESP 3   | ITA 1   | ITA 1   | NUR 1   | NUR 15  | RSM 1   | RSM 1   | USA 5   | USA 4   | BHA 19  | BHA 4   | AUT 2   | AUT 4   | NED 1   | NED 1   | ALE 1   | ALE 2   | JAP 2   | JAP 5 | 489    | 1.º  |
| 2000 | Ducati | RSA 3   | RSA Ret | AUS 2   | AUS Ret | JAP Les | JAP Les | GBR Les | GBR Les | ITA Les | ITA Les | ALE Les | ALE Les | RSM Les | RSM Les | ESP Les | ESP Les | USA Les | USA Les | GBR Les | GBR Les | NED Les | NED Les | OSC Les | OSC Les | EUR     | EUR   | 36     | 26.º |